# 井伊直政
井伊 直政（いい なおまさ）は、戦国時代から安土桃山時代にかけての武将・大名。井伊氏第20代当主。
上野国高崎藩の初代藩主。後に近江国彦根藩の初代藩主。
徳川氏の家臣（家臣になった当時は外様）。遠江国井伊谷の出身で、『柳営秘鑑』では榊原氏や鳥居氏と並び、「三河岡崎御普代」として記載されている。また、江戸時代に譜代大名の筆頭として、江戸幕府を支えた井伊氏の手本となり、現在の群馬県高崎市と滋賀県彦根市の発展の基礎を築いた人物でもある。
徳川二十八神将、徳川十六神将、徳川四天王、徳川三傑に数えられ、家康の天下取りを全力で支えた功臣として、現在も顕彰されている。滋賀県彦根市では、直政が現在の彦根市の発展の基礎を築いたことを顕彰して、「井伊直政公顕彰式」という祭典が毎年行われている。

## 生涯

### 家康の家臣になるまで
永禄4年（1561年）2月19日、今川氏の家臣である井伊直親の嫡男として、遠江国井伊谷（現在の静岡県浜松市浜名区引佐町井伊谷）近くの祝田（ほうだ・現在の浜松市浜名区細江町中川）で生まれる。母は奥山朝利の娘・ひよ。幼名は虎松。井伊氏は先祖代々、井伊谷の国人領主であり、当時の井伊家当主である井伊直盛（虎松の父・直親の従兄で養父）は今川義元に仕えて桶狭間の戦いで戦死した。父・直親は、虎松の生まれた翌年の永禄5年（1562年）、謀反の嫌疑を受けて今川氏真に誅殺された。当時、虎松はわずか2歳であったため、直盛の娘に当たる次郎法師が井伊直虎と名乗り、井伊氏の当主となった。
虎松も今川氏に命を狙われたが、新野親矩が助命嘆願して、親矩のもとで生母・ひよとともに暮らす。しかし永禄7年（1564年）に親矩が討死し、そのまま親矩の妻のもとで育てられたとも、親矩の妹で直盛の未亡人・祐椿尼とひよが養育したともいうが、永禄11年（1568年）、甲斐国の武田氏が今川氏を攻めようとした際、井伊家家老の小野道好が今川氏からの命令として、虎松を亡き者にして小野が井伊谷の軍勢を率いて出兵しようとしたため、虎松を出家させることにして浄土寺、さらに三河国の鳳来寺に入れた。

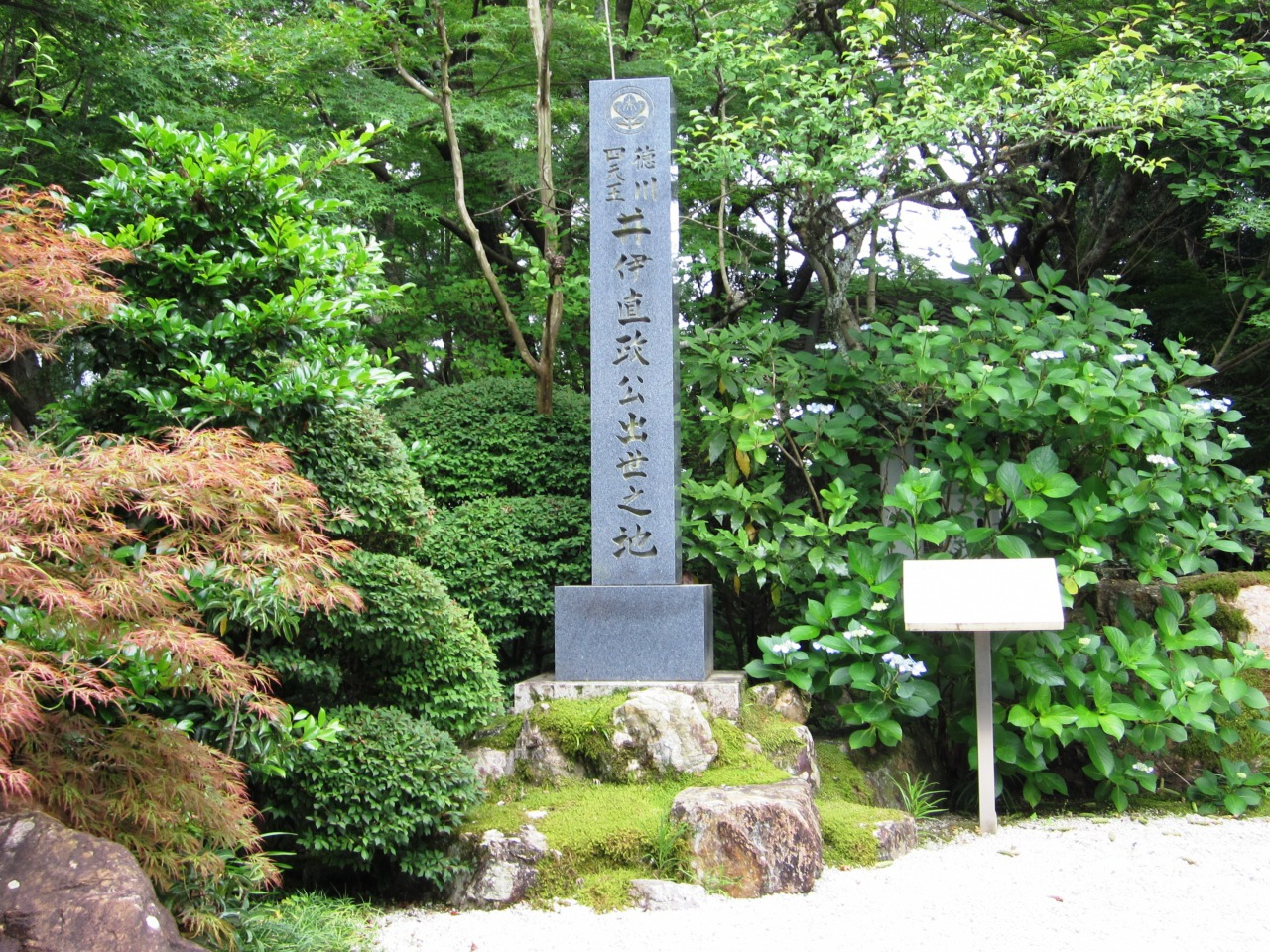
徳川四天王井伊直政公出世之地碑（静岡県浜松市浜名区引佐町 龍潭寺）

天正2年（1574年）、虎松が父・直親の13回忌のために龍潭寺に来たとき、祐椿尼、直虎、ひよ、龍潭寺住職・南渓瑞聞が相談し、徳川家康に仕えさせようとする。まずは虎松を鳳来寺に帰さないために、ひよが徳川氏家臣の松下清景に再嫁し、虎松を松下氏の養子にしたという（『井伊家伝記』）。天正3年（1575年）、家康に見出され、井伊氏に復することを許された虎松は、名を井伊万千代と改めた。さらに旧領である井伊谷の領有を認められ、家康の小姓として取り立てられた。

### 安土桃山時代
万千代は、高天神城の戦いの攻略をはじめとする武田氏との戦いで戦功を立てた。
天正10年（1582年）、22歳で元服し直政と名乗る。同年の本能寺の変では家康の伊賀越えに従い、滞在先の堺から三河国に帰還する。天正壬午の乱で北条氏との講和交渉を徳川方の使者として担当し、家康が武田氏の旧領である信濃国・甲斐国を併呑すると、武田家の旧臣達を多数含めた一部隊を編成することとなり、旗本先手役の侍大将になった。これにより、徳川重臣の一翼を担うことになる。その部隊は、家康の命により武田の兵法を引き継ぐもので、その代表が山県昌景の朱色の軍装（または小幡赤武者隊）を継承した井伊の赤備えという軍装であった。天正10年8月までに「兵部少輔」と改称する（「兵部大輔」とあるのは誤記）。
天正11年1月11日、家康の養女で松平康親の娘である花（後の唐梅院）と結婚する。
天正12年（1584年）の小牧・長久手の戦いで、直政は初めて赤備えを率いて武功を挙げ、名を知られるようになる。また小柄な体つきで顔立ちも少年のようであったというが、赤備えをまとって兜には鬼の角のような立物をあしらい、長槍で敵を蹴散らしていく勇猛果敢な姿は「井伊の赤鬼」と称され、諸大名から恐れられた。
同年2月27日付で修理大夫に任官された（ただし実際は天正14年5月から6月に任官されたものが日付をさかのぼって口宣案が発給された）。また、実際には修理大夫を称していないため、一旦任官された後、辞退した可能性が指摘されている。天正13年（1585年）、真田攻めの撤退を指揮するために上田に派遣される。
天正14年（1586年）10月、家康が上洛し、豊臣秀吉に臣従すると、直政の武勇・政治的手腕を秀吉は高く評価し、11月23日に従五位下に叙位させ、豊臣姓を下賜したという。天正16年（1588年）4月、聚楽第行幸の際には、徳川家中で当時筆頭家老であった酒井忠次をはじめ、古参の重臣達が諸大夫に留まるなか、直政のみが昇殿を許される一段身分が上の公家成に該当する侍従に任官され、徳川家中で最も高い格式の重臣となった。このときに「井侍従藤原直政」という署名がみられ（『聚楽行幸記』）、豊臣姓ではなく藤原姓を称した。
直政は新参ながら数々の戦功を評価され、天正18年（1590年）の小田原征伐では数ある武将の中で唯一夜襲をかけて小田原城内にまで攻め込んだ武将としてその名を知られる（『北条五代記』）。奥州仕置の九戸政実の乱でも仕置軍の先鋒を務めた。その後、北条氏に代わって家康が江戸に入ると、直政は上野国箕輪（群馬県高崎市）に徳川氏家臣団の中で最高の12万石で封ぜられる。慶長3年（1598年）には、箕輪城を廃し、南の和田城を改築して高崎城と改称して新たな居城とした（地名の由来に関しては高崎市の項目を参照）。このとき、箕輪城下に住んでいた民衆達も高崎に移っている。
慶長3年（1598年）、直政が番役として京都にいる家康のもとにいたときに秀吉が死去し、こののちの政治抗争で直政は豊臣方の武将との交渉を引き受け、家康の味方に引き入れることに成功している。特に黒田如水・長政父子とは盟約を結ぶまでの関係を築き、黒田家を通じてその他の武将も親徳川に組み入れた。

### 関ヶ原の戦いと戦後処理

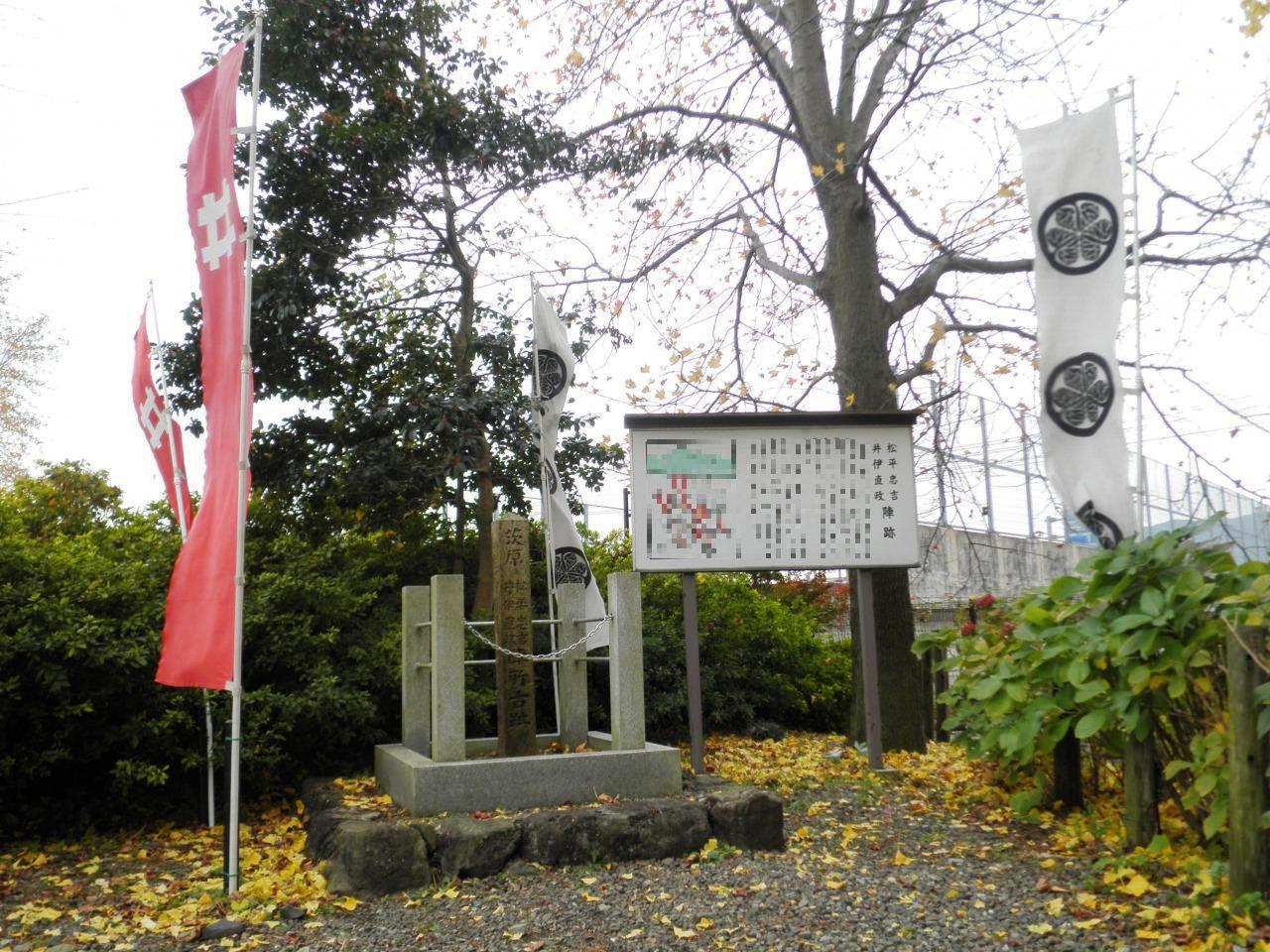
関ヶ原の戦いの松平忠吉・井伊直政陣跡（岐阜県不破郡関ケ原町）

慶長5年（1600年）の関ヶ原の戦いでは家康本軍に随行し、本多忠勝とともに東軍の軍監に任命され、東軍指揮の中心的存在となった。同時に全国の諸大名を東軍につける工作を行い、直政の誘いや働きかけにより、京極高次、竹中重門、加藤貞泰、稲葉貞通、関一政、相良頼房、犬童頼兄らを西軍から東軍に取り込んだ。関ヶ原本戦では先陣が福島正則と決まっていたにもかかわらず、直政と松平忠吉の抜け駆けによって戦闘が開始されたとされているが、実際は抜け駆けとされている行為は霧の中での偶発的な遭遇戦であり、戦闘開始はそれに続く福島隊の宇喜多隊に向けた銃撃に求めるべきとされている。
決戦終盤は島津義弘の甥である島津豊久を討ち取り、さらに退却する島津軍を百余騎率いて追撃する。ついに義弘の目前までせまり、義弘討ち取りの命を下した際に、島津軍の柏木源藤に足を狙撃され、落馬してしまう。あまりの猛追振りに護衛も兼ねる配下が追いつけず、単騎駆けのような状態であったという。
関ヶ原の戦い後は、足に大怪我を負ったにもかかわらず、戦後処理と江戸幕府の基礎固めに尽力した。西軍の総大将を務めた毛利輝元との講和交渉役を務め、輝元からは直政の取りなし、特に、周防・長門の2か国が安堵されたことを感謝され、今後の「御指南」役を請う起請文を送られている。
また、小牧・長久手の戦いでは直政が同盟交渉にあたり、聚楽第行幸では同じ侍従以上の大名行列に供奉し、昇殿した縁もあり、長宗我部元親とは入魂の仲であったとされ、その息子で同じく親しい間柄にあり、意に反して西軍に与することとなった盛親の謝罪の取次を仲立ちをした。その後、盛親が家臣の讒言から兄を殺害してしまったことにより所領没収となった際には、家臣の鈴木平兵衛を浦戸城へ派遣したが長宗我部の家臣に抵抗されたため、攻撃して城を接収した。
そのほか、徳川氏と島津氏の和平交渉を仲立ちし、外交手腕を発揮している。
真田昌幸とその次男・信繁（幸村）の助命にも尽力した。これは、東軍に味方した昌幸の長男・真田信之の懇請を受け入れたもので、信之は将来まで徳川家に尽くすだろうと考えての行動だったという。
これらの功により、6万石を加増されて18万石となり、石田三成の旧領である近江国佐和山（滋賀県彦根市）に転封となった。また、同時に従四位下に任官された（『井伊家譜』）。
家康は、西国の抑えと非常時に朝廷を守るため、京都に近い佐和山に井伊家を配したと伝えられる。
慶長7年2月1日（1602年3月24日）、彦根城築城途中に佐和山城で直政は死去した。享年42。遺体は遺意により、当時芹川の三角州となっていた場所で荼毘に付され、その跡地に長松院が建立された。
家督は長男の直継（後の直勝）が継いだが病弱であったため、大坂冬の陣に出兵するに際し、家康の直命により、次男である井伊直孝が指名された。
その後、彦根城が築城されると同時に佐和山藩（18万石）は廃藩となり、かわってこの地には新たに彦根藩（30万石）が置かれた。それ以来、彦根藩は明治時代になるまで井伊氏の藩として栄えることとなった。
大正6年（1917年）11月17日、大正天皇が特旨をもって直政に従三位を追贈した。

## 人物・逸話
- 「容顔美麗にして、心優にやさしければ、家康卿親しく寵愛し給い」との記録があるように、美男子として知られ（『甫庵太閤記』、『塩尻』、『徳川実紀』など）、家康が豊臣秀吉に従属する前に、家康に懐柔策のため人質として送られてきた秀吉の母・大政所やその侍女たちが、直政に惚れ込んだという。また、直政のもてなしがとても丁寧だったという理由もある。
- 直政は家康の寵童だったといわれている[注釈 16]。また、家康は自邸の庭近くに直政の家居を作らせて折々通っていた（『徳川実紀』、『天元実紀』)。
- 直政がまだ家康の小姓だったころ、大久保忠世の陣中に招かれて他の武将とともに芋汁をふるまわれた。戦場のことであり味噌は糠味噌、具は芋の葉や茎が混ざったものであった。ほかの武将は芋汁を食べているのに、直政の食は進まず、忠世がどうしたのかを尋ねると、直政は「醤油はありませんか」と応じた[注釈 17]。このことを聞いたほかの武将たちは「ここは戦場だというのにそのようなものがあるわけがないだろう」と口々に直政を非難した。忠世は直政に「同僚の者たちは皆、同じものを食べている。兵士たちはこのようなものでも満足には食べられない。ましてや農民たちの中にはもっと苦しい生活をしている者たちもいる。一軍の将になりたいのであれば、このことを絶対に忘れてはならぬぞ。そのためにここへ呼んだのだ」と諭した。新参でありながらも若くして選抜され、部下にも厳しかった直政に対する周囲の目は厳しかった。これ以後、直政はよりいっそう自分にも部下にも厳しくなっていく（『名将言行録』巻之五十・大久保忠世の項）。
- 伊賀越えに直政は小姓組として従い、勇壮な働きを見せて家康を守ったという。このときの働きへの褒美として家康から孔雀の羽で織った陣羽織を授かった。この陣羽織は現在、新潟県長岡市与板町の与板歴史民俗資料館に保管されている。
- 人質の大政所を豊臣に返す際に、大政所の懇願で警護を任された。直政の手厚い保護に秀吉は大変喜び、自ら茶を立てて直政の疲れを癒そうとした。そこには、かつては家康の家臣であったが、今は秀吉の下に寝返って家臣となった石川数正も同席していた。このことに我慢ができなくなった直政は数正に向かって、「先祖より仕えた主君に背いて殿下に従う臆病者と同席すること、固くお断り申す」と怒鳴った。なお、数正が秀吉の下に去ったのは天正13年（1585年）で、この事件が起こったのはその1年後の天正14年（1586年）である。この時期の内外における名声は、「ほまれ日本（ひのもと）に覆（はばか）る威光無疑（うたがいなし）」（『甲陽軍鑑抜書後集』）というものだった。
- 小田原征伐のとき、秀吉陣営の手薄なのをうかがいしり、家康に「いい機会ですから秀吉を討ち取りましょう」と進言したが、「そのときにあらず」と戒められたという（『常山紀談』[18]）[信頼性要検証]。また、唯一城内に攻め入り、四百人の北条方を討ち取り「万事にぬきんで合戦し、天下に誉を得後代に名を残せり」（『北条五代記』）と称揚される働きをした。
- 直政は徳川家中のなかでは外様でありながら、徳川家臣随一の領国を与えられていた。このため、三河譜代からの家臣から嫉妬、反発されたが、直政はそれに対して常に家康に奉公することで退けたという[信頼性要検証]。ただし、そのあまりに厳しすぎる奉公ぶりは自分だけにとどまらず、周囲にも強要するほどのものであったという。そして直政自身は気性が激しく、家臣のわずかな失敗も許さずに手討ちにすることも少なくなかったため、「人斬り兵部」とも称されたという。また、家臣に気安く声をかけることもほとんどなかったという（元来、寡黙な性格ではある）。しかし、政治的手腕は非常に優れていたため、箕輪城主のころは、城下の民衆から慕われていた[19]。
- 大身になる前のころ、直政がどうしてもとねだるので家康が数ある愛馬の中から、特に栗毛の名馬を直政に与えた。これを聞いた本多重次がわざわざ直政のいるところで、「あのような名馬を万千代みたいな子倅にくれてやるとは、殿も目が暗くなったのではないか」といった意味のことを放言した。年が下って家康が関東に移ると直政は家中一の大身となったのに対し、豊臣秀吉の怒りにふれた重次は家康から3,000石しか与えられず、上総国古井戸（小糸）（現在の千葉県君津市）にて蟄居を命じられた。そして、大身になった直政は重次と顔を合わせたとき、「昔、殿が名馬を下さったときに子倅だの何だのと馬鹿になされましたが、このような大身になれたのは、名馬に違わぬ働きをしたからでございます。目が暗かったのは本多殿の方でありましたな」と言い放った（『井伊年譜』[20]）。
- 毛利家の重臣である小早川隆景は直政の武勇・政治的手腕に関して「直政は小身なれど、天下の政道相成るべき器量あり」と評価したことがある。これは直政がその気になれば、天下を取ることもできるということを意味している。また、隆景だけでなく、地方の武将たちも同じようなことを噂していた（『名将言行録』[信頼性要検証]）。
- 関ヶ原の戦いが終結し、西軍に与した立花宗茂征討軍議が佐和山落城後に行われたときに、鍋島勝茂から直政の作法や容儀や勢いが言葉にも述べられないほど見事であったと賛辞を呈され「天下無双、英雄勇士、百世の鑑とすべき武夫なり」と評された（『葉隠』）。
- 井伊家の家臣の中には直政による厳しい軍律に耐えられなくなり、本多忠勝の下に去る者たちが多かったという。近藤秀用や庵原朝昌などのように出奔してしまった例もある。筆頭家老である木俣守勝ですら、直政の下にいるのが怖くなり、家康に旗本に戻してくれるように頼んだ。だが、家康は自分を支える軍団育成を直政に期待し（直政に武田氏の旧臣が付けられた背景でもある）、そのために初期の井伊家の重臣の人事や軍の編成には家康の意向が直接介入し、直政は家康の許可なく家中の人事が行えないなど主君としての権限は制約され、重臣たちは家康の許可なく勝手に直政の下を離れられなかったとされている[注釈 18][21]。
- 生涯に参加した57回の戦で軽装備であったにもかかわらず、一度も傷を負わなかった本多忠勝に対して、直政は重装備であったが、戦で常に傷を負っていたという。直政と忠勝はたびたび比較の対象となることがあり、2人はお互いにライバル同士であまり仲がよくなかったとされる（記述によっては忠勝だけが直政をライバル視していたとされることもある）。忠勝と同年齢の榊原康政とは、最初はあまり仲がよくなかったとされるが、家康が関東に入国してから共に行動をすることが多くなり、だんだんと仲がよくなっていったとされている。家康の筆頭家老である酒井忠次も家康と同じように直政に対して温かい目で見守っていた。ちなみに忠次は直政がまだ一軍の将になったばかりのころに康政がそのことを妬んだために叱ったことがある（『武功実録』[信頼性要検証]）。
- 榊原康政は「大御所（家康）の御心中を知るものは、直政と我計りなり」と語り、常々「自分が直政に先立って死ぬようなことがあれば、必ず直政も病になるだろう。また直政が先立てば、自分の死も遠くない」と語り、直政が従軍するとあれば、康政は安心し、康政が従軍するとあれば直政は安堵したという（『武備神木抄』、『名将言行録』）。
- 他人を評価することが少ない家康が秀忠の夫人であるお江に宛てた戒めの手紙の中で、「井伊直政という男は日頃は冷静沈着で口数が少なく何事も人に言わせて黙って聞いているが、局面では的確に意見を述べる。特に自分が考え違いをしているときは余人がいない所で物柔らかに意見をしてくれる。ゆえに何事もまず彼に相談するようになった」と高く評価している（『庭訓状』[信頼性要検証]）。
- 正室である唐梅院に対しては恐妻家で、誰よりも負けず嫌いであった直政も彼女だけには頭があがらなかったという。唐梅院は自身の侍女が直政の子（直孝）を孕んだと知ると彼女をその父・印具徳右衛門の元に帰してしまった。印具が松平康重の家臣であったため、関東移封のときにその城地・私市（騎西）へと移る途上の藤枝宿で直孝は生まれた。その後、直孝は母の元で育った。直孝が6歳になると、母は箕輪城の直政の外出のときを待って彼を引き渡したが、直政はすぐに箕輪のとある庄屋に直孝を預けおき養育を託した。12歳でやっと直孝は秘密裏に直政に召し寄せられ、直政所用の采配を授けられたが、翌年に直政は他界した[22]。
- 生前の直政の働きは、家康が幕府を開くにあたっての一番の功労者であると江戸幕府編修の系譜集（『徳川実紀』『寛政重修諸家譜』）に記録されている。

## 井伊の赤備え
天正10年（1582年）の後北条氏との講和によって、武田氏の旧臣達約120人と家康の旗本の一部が配属されたことから始まる。このとき、家康により直政は兜や鎧をはじめとする戦で、使用する全ての装備品を赤色で統一させた。これはかつて武田の赤備えの将であった山県昌景の意志を継ぐという意味もあったが、ほかにも赤色だと目立ちやすく戦の最中にどこに自分の部下達がいるのかが一目で分かるという意味もあった。以後、井伊氏の軍装は幕末まで赤備えを基本とされた。

## 子孫
家督を継いだ長男の井伊直継（のちの直勝）は1604年（慶長9年）に同国彦根に築城した。この築城は幕府が諸大名に御手伝普請を命じたものであった。直勝は1615年（元和元年）幕命により弟の直孝に藩主の座を譲った。直孝の代に30万石の譜代大名となる。一方、直継は安中藩3万石の藩主となった。弟の井伊直孝が直政の家督を継ぐこととなり、以降は直孝の子孫が彦根藩主を継承することとなる（井伊掃部頭家）。直勝と改名した直継の子孫（井伊兵部少輔家）は安中藩主→三河西尾藩主→遠江掛川藩主→越後与板藩主として存続した。

## 家臣
- 小野朝之
- 川手良則
- 木俣守勝
- 近藤康用
- 近藤秀用
- 西郷正友
- 菅沼忠久
- 鈴木重好
- 中野直之
- 奥山朝忠
- 土屋忠直の幼少時、配下の兵が預けられた
- 海老江里勝

## 登場作品
小説
- 川村真二『徳川四天王 家康に天下を取らせた男たち』（PHP研究所、2014年）

ゲーム
- 信長の野望シリーズ（コーエーテクモゲームス）
- 太閤立志伝シリーズ（コーエーテクモゲームス）
- 戦国無双シリーズ（コーエーテクモゲームス、声：小西克幸 ）
- 戦国IXA（ヤフー・スクウェア・エニックス）
- 戦国コレクション（コナミ）
- 戦国大戦（セガ、声：櫻井孝宏、野宮一範、菅沼久義）

テレビドラマ
- 関ヶ原（TBS、1981年、演：井上孝雄）
- 徳川家康（NHK大河ドラマ、1983年、演：豊原功補→平泉成）
- 徳川家康（TBS大型時代劇スペシャル、1988年、演：高岡健二）
- 葵 徳川三代（NHK大河ドラマ、2000年、演：勝野洋）
- 功名が辻（NHK大河ドラマ、2006年、演：篠井英介）
- 天地人（NHK大河ドラマ、2009年、演：長森雅人）
- 軍師官兵衛（NHK大河ドラマ、2014年、演：東幹久）
- おんな城主 直虎（NHK大河ドラマ、2017年、演：鈴木楽→寺田心→菅田将暉）
- 家康、江戸を建てる（NHK、2019年、演：今井朋彦）
- どうする家康（NHK大河ドラマ、2023年、演：板垣李光人）

映画
- 関ヶ原（2017年、演：北村有起哉）

舞台
- GO!GO!BREEZE!（Steel Punk、2018年、演：Sö-TA）